# Adobe Acrobat
Adobe Acrobat és una família d'aplicacions d'Adobe Systems, les quals usen el Portable Document Format (PDF) d'Adobe com el seu format de fitxer nadiu.
Les aplicacions per escriptori són:
- Adobe Acrobat Reader, lector.
- Adobe Acrobat Standard, editor.
- Adobe Acrobat Pro, editor.

Adobe Reader està disponible en català des de la versió 9.1.
Adobe Reader a la xarxa converteix pàgines web en arxius PDF, i també permet mantenir la codificació del contingut del text original.
A finals dels anys 1990, el format PDF s'havia convertit en l'estàndard de facto, i els altres formats pràcticament van desaparèixer. Això va produir molts competidors per a Adobe Acrobat, tant programes lliures com de propietat.